# Killing the Dragon
Killing the Dragon je deváté studiové album americké heavymetalové skupiny Dio, kterou vedl zpěvák Ronnie James Dio. Ten byl rovněž producentem tohoto alba, které vydalo v květnu 2002 hudební vydavatelství Spitfire Records. Změna oproti předchozímu albu Magica nastala na postu kytaristy, který zaujal Doug Aldrich. Na albu se nachází několik písní, pod kterými je autorsky podepsán jeho předchůdce, Craig Goldy.

## Seznam skladeb
Autorem všech textů je Ronnie James Dio, autoři hudby jsou uvedeni.
| Pořadí | Název                | Hudba                   | Délka |
| ------ | -------------------- | ----------------------- | ----- |
| 1.     | Killing the Dragon   | Jimmy Bain, Dio         | 4:25  |
| 2.     | Along Comes a Spider | Doug Aldrich, Bain, Dio | 3:32  |
| 3.     | Scream               | Aldrich, Bain, Dio      | 5:02  |
| 4.     | Better in the Dark   | Bain, Dio               | 3:43  |
| 5.     | Rock & Roll          | Bain, Dio, Craig Goldy  | 6:11  |
| 6.     | Push                 | Bain, Dio, Goldy        | 4:08  |
| 7.     | Guilty               | Bain, Dio               | 4:25  |
| 8.     | Throw Away Children  | Dio, Goldy              | 5:35  |
| 9.     | Before the Fall      | Bain, Dio               | 3:48  |
| 10.    | Cold Feet            | Bain, Dio               | 4:11  |

## Obsazení
Dio
- Ronnie James Dio – zpěv
- Doug Aldrich – kytara
- Jimmy Bain – baskytara, klávesy
- Simon Wright – bicí

Ostatní hudebníci
- Scott Warren – klávesy
- King Harbour Children's Choir – vokály